# I-205 (sous-marin)
Pour les articles homonymes, voir I205.
L'I-205  (イ-205) est un sous-marin de classe Sen-Taka (伊二百一型潜水艦, I-ni-hyaku-ichi-gata sensuikan) ou classe I-201, coulé en 1945 avant sa mise en service dans la marine impériale japonaise durant la Seconde Guerre mondiale.

## Conception et description
Les sous-marins de la classe I-201 ont été dérivés du sous-marin expérimental à grande vitesse n°71. Ils avaient un déplacement de 1 312 tonnes en surface et 1 473 tonnes en immersion. Les sous-marins mesuraient 79 mètres de long, avaient une largeur de 5,8 mètres et un tirant d'eau de 5,4 mètres. Ce sont les sous-marins japonais qui ont plongé le plus profondément pendant la Seconde Guerre mondiale, avec une profondeur de 110 m.
Pour la navigation en surface, les sous-marins étaient équipés de deux moteurs diesel de 1 375 chevaux-vapeur (1 025 kW), chacun entraînant un arbre d'hélice. Lorsqu'ils étaient immergés, chaque hélice était entraînée par un moteur électrique de 2 500 chevaux-vapeur (1 864 kW). Ils pouvaient atteindre 15,2 nœuds (28,2 km/h) en surface et 19 nœuds (35 km/h) sous l'eau. En surface, la classe I-201 avait une autonomie de 5 800 milles nautiques (10 700 km) à 14 nœuds (26 km/h) ; en immersion, ils avaient une autonomie de 135 milles nautiques (250 km) à 3 nœuds (5,6 km/h). Ils étaient équipés d'un snorkel pour leur permettre de faire tourner leurs moteurs diesel sous l'eau.
Les sous-marins étaient armés de quatre tubes lance-torpilles internes de 53,3 cm à l'avant. Ils transportaient un total de 10 torpilles. Ils étaient également armés de deux supports simples pour les canons antiaériens Type 96 de 25 mm.

## Construction et mise en service
Construit par l'Arsenal naval de Kure au Japon, le I-205 est mis sur cale le 4 septembre 1944 sous le numéro 4505. Il est lancé le 15 février 1945.

## Historique
Achevé à 80%, le I-205 est coulé par un raid aérien le 28 juillet 1945 à l'Arsenal naval de Kure. Il est renfloué et mis au rebut à Kure en mai-août 1948.